# Guillermo González Camarena

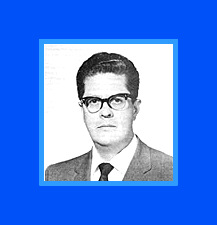
Fotografía del Ing. Guillermo González Camarena, Inventor Mexicano de la Televisión a Colores.

Guillermo González Camarena (Guadalajara, Jalisco; 17 de febrero de 1917- Amozoc, Puebla; 18 de abril de 1965) fue un científico, investigador, ingeniero y doctor en ciencias e inventor mexicano. Inventó un sistema para transmitir televisión en color en 1940, el sistema tricromático secuencial de campos (conocido como STSC). Inventó también más tarde, en los años 1960, un sistema más simple para generar color el sistema bicolor simplificado. González Camarena lanzó la televisión en color en México años antes que la implantación del estándar NTSC. Puso en marcha el sistema de Telesecundaria en México. 

## Biografía

### Niñez y juventud
Nació el 17 de febrero de 1917. Vivió en la calle Mar Mediterráneo, en la colonia Popotla. sus padres fueron Arturo Jorge González (1874-1923) y Sara Camarena Navarro (1883-1952); su abuelo materno fue el Lic. Jesús Leandro Camarena (1832-1889), distinguido abogado del Foro Jalisciense y Gobernador Constitucional del Estado de Jalisco (1875-1876 y 1877-1879). Fue el menor de siete hermanos, entre ellos el pintor, muralista, y escultor, Jorge González Camarena.
Después de vivir en Guadalajara su familia se mudó a la Ciudad de México cuando Guillermo tenía dos años de edad. A los 6 años quedó huérfano de padre. Siendo aún un niño fabricó juguetes impulsados por electricidad, a los ocho años logró hacer su primer radiotransmisor y a los doce años construyó su primer radio de aficionado; cabe señalar que desde temprana edad manifestó un interés muy marcado por la electricidad y electrónica, hubo quien aseguró, que el verdadero interés de Guillermo, era por tratar de lograr "transportar las cosas de un lugar a otro por medio de la electricidad". Ello derivado al parecer de una experiencia junto con sus amigos al contemplar en el cielo algo que hoy día se denominaría como un platillo volador.
A los 13 años, en 1930 ingresó al Instituto Técnico Industrial, antecesor directo del CECyT 1 Gonzalo Vázquez Vela, para estudiar radio-telegrafía; ahí mismo expresa su interés en la televisión.A los 13 años comenzó a trabajar en la estación de radio de la Secretaría de Educación Pública. Inicio a trabajar en la Secretaría de Gobernación. En 1934 dio vida a su primera cámara de televisión. Se inscribió en la Escuela de Ingenieros Mecánicos Electricistas y a los 22 años, en 1939 se graduó de la Escuela Superior de Ingeniería Mecánica y Eléctrica del Instituto Politécnico Nacional (ESIME, IPN); obtuvo su primera licencia de radio dos años después.
También fue un astrónomo aficionado; construyó sus propios telescopios y fue miembro de la Sociedad Astronómica de México. Su interés por la observación del cielo y plantear la posibilidad de viajar por el espacio le llevó a hacer numerosas pruebas, junto con Humberto Ramírez Villareal, de cohetes experimentales, al grado de desarrollar platillos voladores que él llamó "Electrodisco" y "Dossieres".
En 1938, González Camarena inventó el "Adaptador Cromoscópico para Aparatos de Televisión", primer sistema de transmisión a color para la televisión, mismo que fue patentado el 19 de agosto de 1940. El 10 de agosto de 1942 ingresó la solicitud de Patente en los Estados Unidos de América. A partir de este primer sistema, en diversos países empezaron a surgir diferentes procedimientos más elaborados, pero todos basados en su idea original. Asimismo, el inventor presentó mejoras de su patente para sistemas de televisión en color en 1958.
El 31 de agosto de 1946, González Camarena envió la primera transmisión en color desde su laboratorio en las oficinas de la "Liga Mexicana de Radio Experimentos", en la calle de Lucerna n.º 1, en la Ciudad de México. La señal de video fue transmitida en la frecuencia de 115 MHz y en la banda de audio de los 40 metros.
En el campo de la radiodifusión también hizo aportaciones cuando en 1945 la Secretaría de Comunicaciones y Obras Públicas le encargó un estudio sobre el volumen, el ruido y la atenuación de los sistemas de comunicaciones eléctricas, con el fin de establecer las unidades legales de referencia en el cuadrante del radio. En 1946 el ingeniero González Camarena obtuvo autorización para operar "globos meteorológicos" en la Ciudad de México, con los que subía sus equipos de radio a la estratósfera. Con ello estudiaba hasta dónde llegaban las imágenes por él transmitidas; de igual manera aprovechó para hacer pruebas de vuelo de su "Electrodisco", las cuales resultaron muy favorables diseñando y construyendo un aparato definitivo en 1947.
Dos años después le correspondió elaborar las disposiciones legales que regulaban el funcionamiento y la operación de las estaciones radiodifusoras nacionales, donde quedaba incluida la televisión, la frecuencia modulada, la onda corta, la onda larga y la radio facsímil.
En 1948 fundó los Laboratorios Gon-Cam, donde comenzaron a trabajar, de manera espontánea, con otros radio-experimentadores. Fundó en 1952 el Canal 5 de la Ciudad de México.

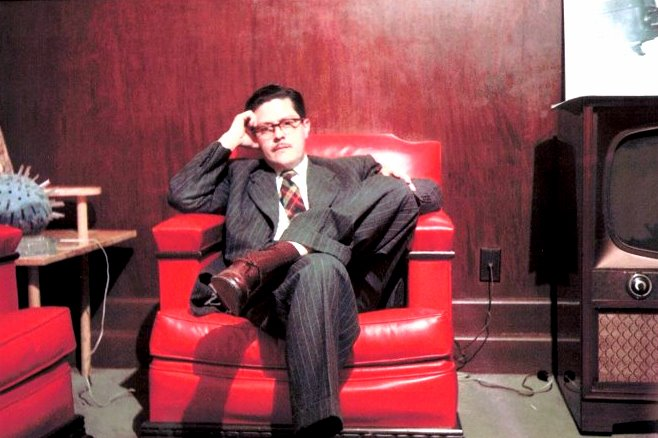
El Ing. Guillermo González Camarena, en su despacho.

Los trabajos de González Camarena se extendieron al campo de la medicina cuando se comenzó a emplear la televisión en blanco y negro, después en colores, como medio de enseñanza para la materia.

### Patentes

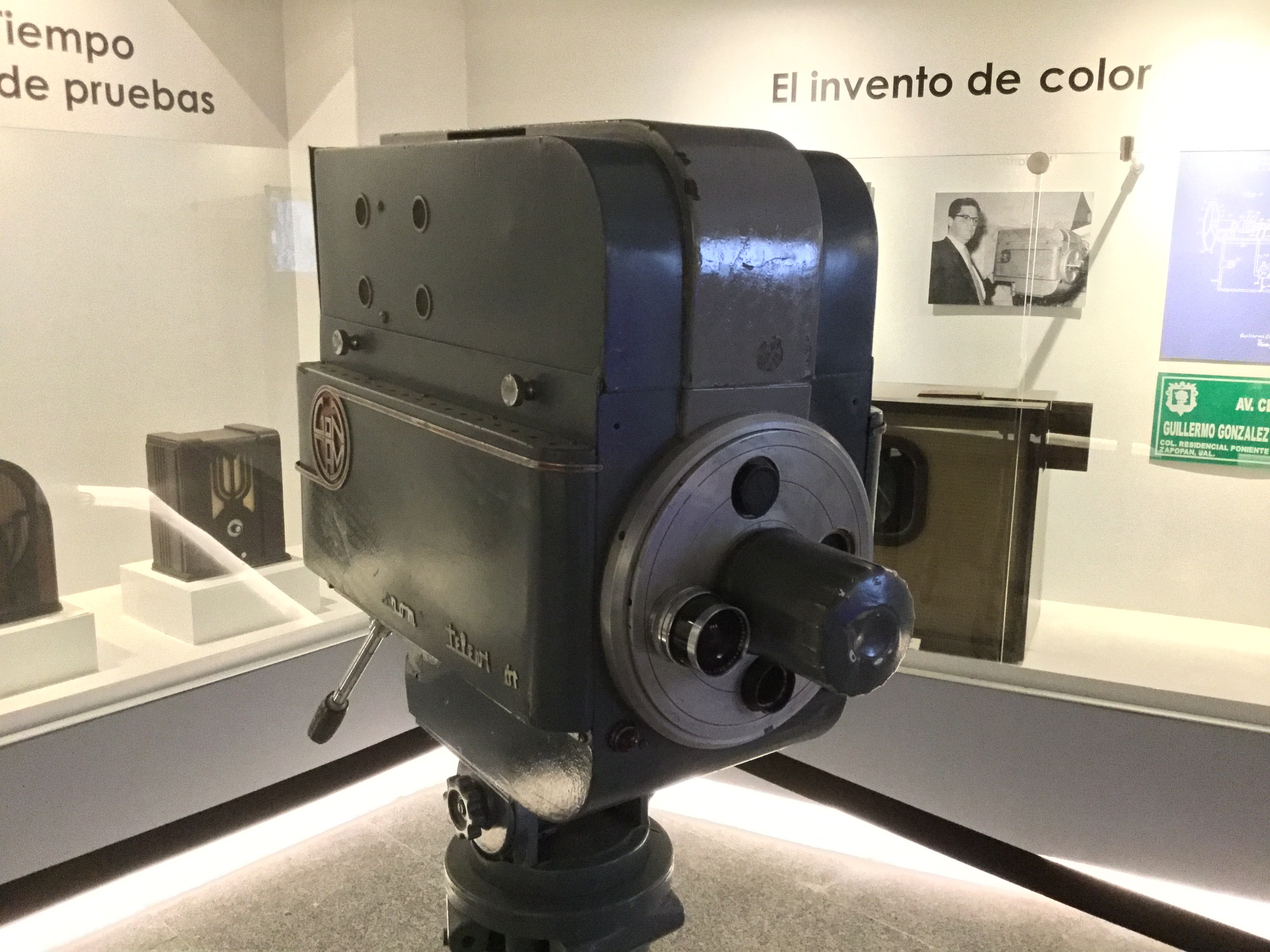
Cámara GonCam para el Adaptador Cromoscópico para Aparatos de Televisión.

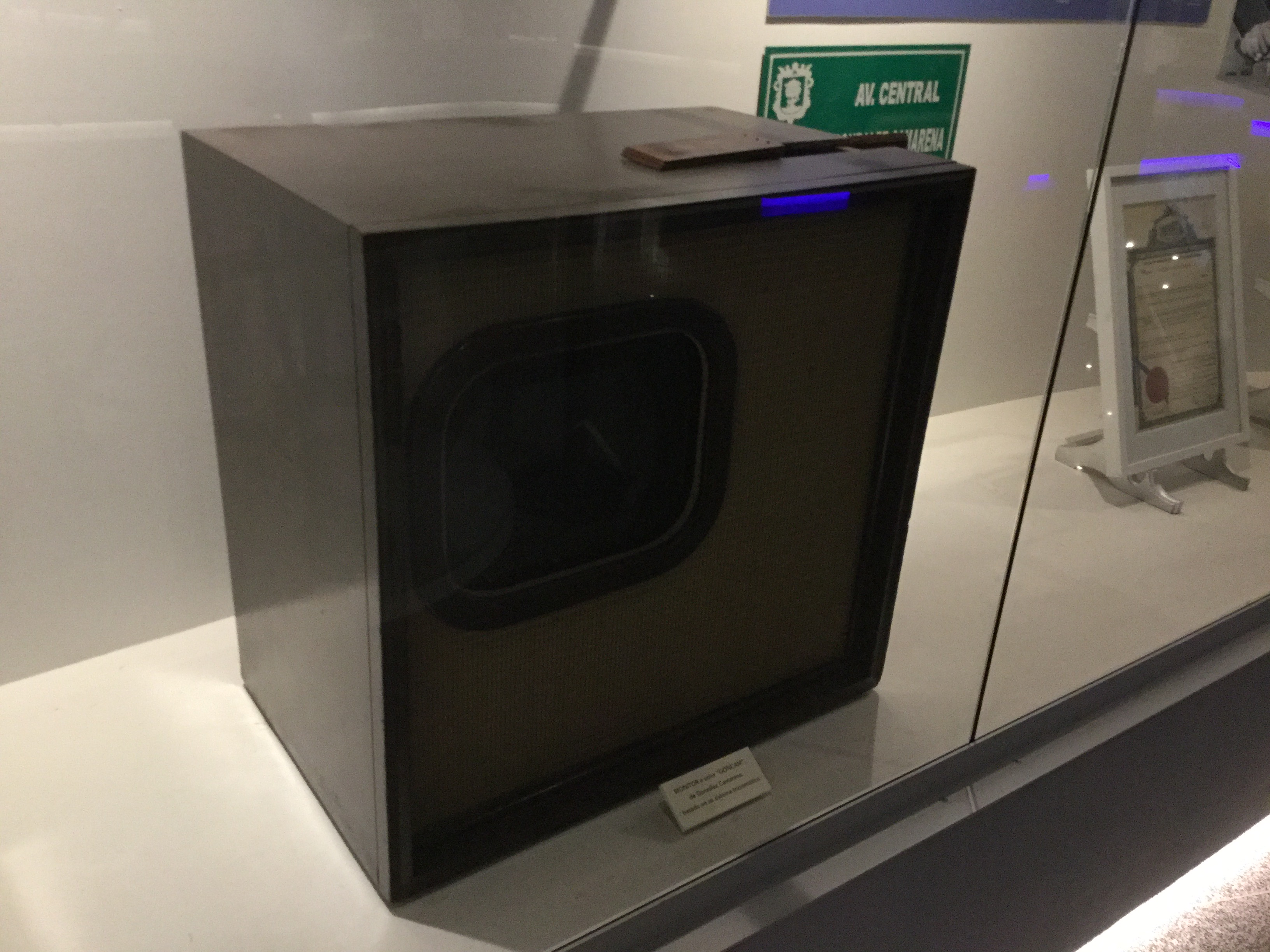
Televisor del sistema inventado por González Camarena.

El 19 de agosto de 1940, la Secretaría de la Economía Nacional (actualmente sus facultades las tiene el IMPI) le otorga una Patente con el número MX-40235 bajo la Clasificación Australiana de Patentes 05.8. Dicha patente se refiere a un sistema Tricromático de secuencia de campos, utilizando los colores primarios rojo, verde y azul, para la captación y reproducción de las imágenes. 

El 14 de agosto de 1941, González Camarena ingresó la solicitud de Patente en los Estados Unidos de América, ante la (USPTO), con el número de serie US406,876. El 15 de septiembre de 1942 obtiene la Patente concedida US2,296,019 . La concesión de la Patente "US" reconoce su derecho de prioridad mexicana de la MX-40235. En el primer párrafo de la Descripción de la Patente se observa:
"My invention relates to the transmission and reception of colored pictures or images by wire or Wireless, and has among its objects and advantages the provision of an improved chromo scopic , adapter for television equipment and operated with cathode rays."
Es decir, "Mi invento se relaciona a la transmisión y a la recepción de imágenes a color o imágenes tanto por cables como inalámbrico, y además de sus objetivos y ventajas el proveer un mejor "cromoscopio ", adaptado para equipos de televisión y que se opera con rayos catódicos"
A partir de este primer sistema, en diversos países empezaron a surgir diferentes procedimientos más elaborados, pero basados en su idea original.
En 1954, obtuvo el grado de Doctor en Ciencias, por la Universidad Columbia College de Los Ángeles California. 
El 2 de marzo de 1954 solicitó una patente para la invención: "Adaptación para la Tercera Dimensión en Aparatos de Televisión". El 22 de septiembre de 1954 se le otorgó la patente mexicana MX-55141, con Clasificación Australiana de Patentes: 53-4.
El 16 de octubre de 1962 solicitó una patente para la invención: "Procedimiento bicolar para Televisión a Colores". El 30 de julio de 1966 se le otorgó la patente mexicana MX-72473, con Clasificación Australiana de Patentes: 05-8.
El 20 de mayo de 1963 solicitó una patente para la invención: "Pantalla bicolor para la Televisión a Colores". El 22 de septiembre de 1966 se le otorgó la patente mexicana MX-73936, con Clasificación Australiana de Patentes: 05-8.

### Primera internacionalización del sistema de color mexicano
En 1950 el Columbia College de Chicago solicitó la fabricación del sistema de televisión al joven investigador mexicano y se exportaron al vecino país equipos de televisión a color diseñados y fabricados en México. En enero de 1951 fue comisionado por Radio Panamericana, S.A., para localizar y ubicar la primera estación repetidora de la televisión mexicana, la cual quedó instalada en Altzomoni, entre el Popocatépetl y el Iztaccíhuatl, en un lugar conocido como Paso de Cortés.
La venta del sistema de televisión al Columbia College constituye una certificación internacional de la calidad de los productos fabricados por los laboratorios GonCam. La relación con el Columbia College fue más allá de ser meramente una transacción comercial. Alexandroff, enterado de que la televisión se preparaba para dar sus primeros pasos en México, Cuba y Brasil, busca ofrecer la experiencia en la formación de recursos humanos en la naciente industria. En 1949, se pone en contacto con Azcárraga Vidaurreta y con González Camarena y, cuatro años después, con la idea de formar técnicos especializados en radio, televisión y publicidad, inaugura en la Ciudad de México el Columbia College Panamericano, pues considera que la televisión sería una realidad cotidiana.
El diagnóstico era correcto y, a juzgar por una nota aparecida en el suplemento Usted, Novedades y la tv (1961, 24-30 de abril), el Columbia College Panamericano cumplió con su objetivo, ya que llegan a México muchos estudiantes para capacitarse aquí y volver a su país de origen una vez que han hecho los cursos respectivos. Y el motivo de su preferencia por estudiar aquí, es porque la Escuela Columbia es la única que hay en América Latina y las clases se imparten en español. En 1958, el ingeniero González Camarena reafirma su relación con el Columbia College, y ese año exportó otro sistema de televisión a color para transmitir en circuito cerrado al campus de Los Ángeles, y por esta acción le fue otorgado el título honorífico de Doctor in Science por esa institución.

### Implantación del sistema en color y anexión a Telesistema Mexicano
A mediados de la década de 1960 hubo un auge en la compra de televisores, de manera que el ingeniero González Camarena con su Canal 5 se fusionó con el Canal 2 en 1954 y posteriormente, el 26 de marzo de 1955, se les unió el canal 4 para conformar Telesistema Mexicano, y González Camarena fue nombrado asesor técnico. En 1960 realizó las primeras pruebas de grabación en Guadalajara para la transmisión de la imagen en color, recibida con gran beneplácito por los televidentes tapatíos.
En noviembre de 1962 se autorizó al ingeniero González Camarena la transmisión en color a partir de enero de 1963, y el día 21 de ese mes se iniciaron las transmisiones en colores por el Canal 5, XHGC, cuyo nombre oficial es Televisión González Camarena, S.A. (las dos últimas letras de sus siglas corresponden a las iniciales de González Camarena), con la serie Paraíso infantil. El ingeniero insistía en que la televisión por las tardes debía servir principalmente a los niños, por los que siempre manifestó gran interés.
La preocupación fundamental del ingeniero fue que sus inventos pudieran ser disfrutados por el público en general, incluidas las personas de escasos recursos. Dado que no existía un estándar internacional de televisión en colores, el 6 de mayo de 1963 el inventor mexicano presentó su sistema bicolor simplificado, que fue bien recibido a nivel internacional, pues también resolvía el problema del aspecto económico que representaba para los futuros compradores precisamente porque su sistema estaba basado en el de blanco y negro de la época (puesto que no se implementó en otros países, retrasó la llegada del color por casi una década más a ellos). Con ese mismo objetivo, se interesó en fabricar aparatos receptores por cuenta propia, y en 1964 apareció el primer modelo de fabricación a gran escala. Al año siguiente estableció un convenio con la fábrica Majestic (empresa), propiedad de Emilio Azcárraga Vidaurreta, y en mayo de 1965 se inició la venta de aparatos de televisión en color ya construidos en México.
A Guillermo González Camarena le interesaba que su sistema se utilizara para alfabetizar y, en coordinación con la Secretaría de Educación Pública y el locutor Álvaro Gálvez y Fuentes, proyectó lo que más adelante se conocería como el  Sistema de Educación de Telesecundaria.

Presentó finalmente su sistema bicolor simplificado en la Feria Mundial de Nueva York.

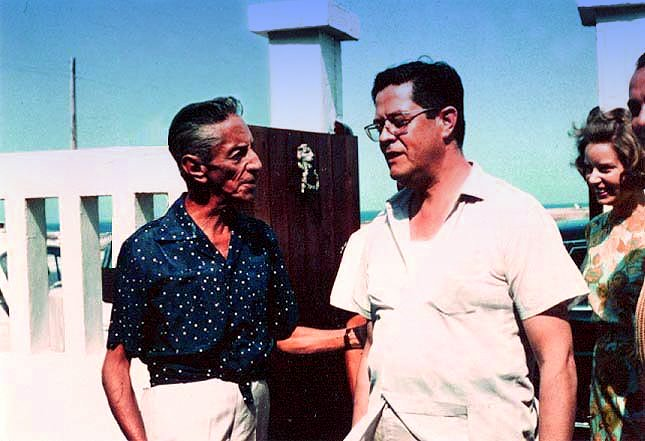
El Ing. Guillermo González Camarena, con el compositor Agustín Lara, ésta fue la última foto del inventor, ya que en el viaje de regreso murió en un accidente vehicular.

## El futuro del color en México
Tras la defunción de González Camarena, la televisión mexicana pasó por una crisis para seleccionar el sistema de color que usarían las futuras transmisiones de televisión en el país, puesto que varios países tenían sus sistemas en desarrollo de color: Alemania, Reino Unido, Francia y Estados Unidos.
México ya tenía el propio, pero debido principalmente a la muerte del Ing. González Camarena, y, aunado a la proximidad de los juegos olímpicos de México 1968, Telesistema Mexicano se encontraba en la encrucijada de decidir cuál sería el sistema de transmisión a implementarse para todo el mundo en aquellas olimpiadas: se contaba con el sistema de color PAL/SECAM europeo, el estándar NTSC de origen estadounidense y el sistema bicolor de González Camarena. En junta, un grupo de ingenieros no lograban ponerse de acuerdo con el presidente de Telesistema Mexicano Emilio Azcárraga Vidaurreta, ya que Azcárraga había apoyado hasta el final de sus días a Guillermo González Camarena en todos sus proyectos e inventos para la televisión, pero tenía que decidir sobre el futuro de la transmisión en color en México después de la muerte de su creador. Así, tomando en cuenta que había pocas posibilidades de que alguien continuara con el desarrollo e implantación a gran escala en corto tiempo del sistema mexicano del color, se decidió usar el NTSC, que es usado hasta la fecha por gran parte de América y algunos países de Asia.

## Implantación del sistema mexicano de color en la NASA
Durante las décadas de los 60 y los 70 se enviaron al espacio en las misiones Apolo y Voyager de la NASA equipos de televisión basados en la patente de González Camarena para recibir imágenes desde la luna y los planetas del sistema solar, aunque Estados Unidos contaba ya con el NTSC el tamaño que ocupaba la electrónica de estos equipos, por volumen y peso, se hacía imposible implementarlo en el reducido cupo de las naves por lo que se utilizó como instrumento de observación su Sistema Tricromático Secuencial de Campo patentado en México y otros países.

## Últimos años

### Familia
En 1951 contrajo matrimonio con María Antonieta Becerra Acosta, a quien conoció en la XEW-AM cuando ella acudió a pedir autógrafos a locutores famosos de la época. La familia González Becerra procreó dos hijos: Guillermo y Arturo. 
Se inscribió en la Sociedad de autores y compositores de México pues compuso la canción Río Colorado.

### Telesecundaria
En 1965, fue nombrado Consejero de la Dirección General de Educación Audiovisual logrando usar la televisión para la educación, poniendo en marcha la telesecundaria y otros proyectos de docencia. 

### Fallecimiento
El 18 de abril de 1965, encontró la muerte a sus 48 años de edad en un accidente automovilístico, cuando regresaba de inspeccionar el transmisor repetidor del Canal 5 en el cerro de Las Lajas, Veracruz, para extender la señal de la red de televisión generada en la Ciudad de México hacia esa región oriental del país, en el municipio de Amozoc. Se transmitió por radio y televisión la noticia del funesto suceso, así como los eventos fúnebres. En señal de duelo, se interrumpieron las transmisiones de televisión durante todo el día.

### Fundación en su memoria
En 1995 la Federación Nacional de Inventores siglo XXI A.C., preocupada por la investigación científica y tecnológica en México, constituyó la Fundación Guillermo González Camarena, A.C., que busca impulsar el talento y la creatividad de los inventores nacionales. Al ponerle su nombre a la fundación, se le rinde homenaje a la creatividad del distinguido científico jalisciense, quien logró uno de los inventos de mayor repercusión mundial: un sistema de televisión en color.
Del mismo modo, el IPN, para honrar su nombre, construyó el Centro de Propiedad Intelectual "Guillermo González Camarena".

## Ancestros
| \| \| \| \| \| \| \| \| \| \| \| \| \| \| \| \| \| \| \| \| 8. Pablo González \| \| \| \| \| \| \| \| \| \| \| \| \| \| \| \| \| \| \| \| \| \| \| \| \| \| \| \| \| \| \| \| \| \| \| \| \| \| \| \| \| \| \| \| \| \| \| \| \| \| \| \| \| \| 4. Lic. José Gumersindo González Salcedo \| \| \| \| \| \| \| \| \| \| \| \| \| \| \| \| \| \| \| \| \| \| \| \| \| \| \| \| \| \| \| \| \| \| \| \| \| \| \| \| \| \| \| \| \| \| \| \| \| \| \| \| \| \| 9. Josefa Salcedo \| \| \| \| \| \| \| \| \| \| \| \| \| \| \| \| \| \| \| \| \| \| \| \| \| \| \| \| \| \| \| \| \| \| \| \| \| \| \| \| \| \| \| \| \| \| \| \| \| \| \| \| \| \| 2. Arturo Jorge González Pérez (1873-1923) \| \| \| \| \| \| \| \| \| \| \| \| \| \| \| \| \| \| \| \| \| \| \| \| \| \| \| \| \| \| \| \| \| \| \| \| \| \| \| \| \| \| \| \| \| \| \| \| \| \| \| \| \| \| 10. Ignacio Pérez \| \| \| \| \| \| \| \| \| \| \| \| \| \| \| \| \| \| \| \| \| \| \| \| \| \| \| \| \| \| \| \| \| \| \| \| \| \| \| \| \| \| \| \| \| \| \| \| \| \| \| \| \| \| 5. Dominga Pérez López de Lara \| \| \| \| \| \| \| \| \| \| \| \| \| \| \| \| \| \| \| \| \| \| \| \| \| \| \| \| \| \| \| \| \| \| \| \| \| \| \| \| \| \| \| \| \| \| \| \| \| \| \| \| \| \| 11. Dionisia López de Lara \| \| \| \| \| \| \| \| \| \| \| \| \| \| \| \| \| \| \| \| \| \| \| \| \| \| \| \| \| \| \| \| \| \| \| \| \| \| \| \| \| \| \| \| \| \| \| \| \| \| \| \| \| \| 1. Guillermo González Camarena \| \| \| \| \| \| \| \| \| \| \| \| \| \| \| \| \| \| \| \| \| \| \| \| \| \| \| \| \| \| \| \| \| \| \| \| \| \| \| \| \| \| \| \| \| \| \| \| \| \| \| \| \| \| 12. Lic. Jesús Camarena Gómez (1803-1884), gobernador interino de Jalisco \| \| \| \| \| \| \| \| \| \| \| \| \| \| \| \| \| \| \| \| \| \| \| \| \| \| \| \| \| \| \| \| \| \| \| \| \| \| \| \| \| \| \| \| \| \| \| \| \| \| \| \| \| \| 6. Lic. Jesús Leandro Camarena Gómez (1832-1889), gobernador Constitucional de Jalisco \| \| \| \| \| \| \| \| \| \| \| \| \| \| \| \| \| \| \| \| \| \| \| \| \| \| \| \| \| \| \| \| \| \| \| \| \| \| \| \| \| \| \| \| \| \| \| \| \| \| \| \| \| \| 13. María Isabel Gómez Romero \| \| \| \| \| \| \| \| \| \| \| \| \| \| \| \| \| \| \| \| \| \| \| \| \| \| \| \| \| \| \| \| \| \| \| \| \| \| \| \| \| \| \| \| \| \| \| \| \| \| \| \| \| \| 3. Sara Camarena Navarro (1883-1952) \| \| \| \| \| \| \| \| \| \| \| \| \| \| \| \| \| \| \| \| \| \| \| \| \| \| \| \| \| \| \| \| \| \| \| \| \| \| \| \| \| \| \| \| \| \| \| \| \| \| \| \| \| \| 14. Ramón Ignacio Navarro \| \| \| \| \| \| \| \| \| \| \| \| \| \| \| \| \| \| \| \| \| \| \| \| \| \| \| \| \| \| \| \| \| \| \| \| \| \| \| \| \| \| \| \| \| \| \| \| \| \| \| \| \| \| 7. Concepción Navarro Ogazón (1842-1900) \| \| \| \| \| \| \| \| \| \| \| \| \| \| \| \| \| \| \| \| \| \| \| \| \| \| \| \| \| \| \| \| \| \| \| \| \| \| \| \| \| \| \| \| \| \| \| \| \| \| \| \| \| \| 15. Ignacia Ogazón Velázquez \| \| \| \| \| \| \| \| \| \| \| \| \| \| \| \| \| \| \| \| \| \| \| \| \| \| \| \| \| \| \| \| \| \| \| \| \| \| \| \| \| \| \| \| \| \| \| \| \| \| \| \| |                                                                                        |  |  |  |  |  |  |  |  |  |  |  |  |  |  |  |
| |                                                                                        |  |  |  |  |  |  |  |  |  |  |  |  |  |  |  |
| | 8. Pablo González                                                                      |  |  |  |  |  |  |  |  |  |  |  |  |  |  |  |
| |                                                                                        |  |  |  |  |  |  |  |  |  |  |  |  |  |  |  |
| |                                                                                        |  |  |  |  |  |  |  |  |  |  |  |  |  |  |  |
| | 4. Lic. José Gumersindo González Salcedo                                               |  |  |  |  |  |  |  |  |  |  |  |  |  |  |  |
| |                                                                                        |  |  |  |  |  |  |  |  |  |  |  |  |  |  |  |
| |                                                                                        |  |  |  |  |  |  |  |  |  |  |  |  |  |  |  |
| | 9. Josefa Salcedo                                                                      |  |  |  |  |  |  |  |  |  |  |  |  |  |  |  |
| |                                                                                        |  |  |  |  |  |  |  |  |  |  |  |  |  |  |  |
| |                                                                                        |  |  |  |  |  |  |  |  |  |  |  |  |  |  |  |
| | 2. Arturo Jorge González Pérez (1873-1923)                                             |  |  |  |  |  |  |  |  |  |  |  |  |  |  |  |
| |                                                                                        |  |  |  |  |  |  |  |  |  |  |  |  |  |  |  |
| |                                                                                        |  |  |  |  |  |  |  |  |  |  |  |  |  |  |  |
| | 10. Ignacio Pérez                                                                      |  |  |  |  |  |  |  |  |  |  |  |  |  |  |  |
| |                                                                                        |  |  |  |  |  |  |  |  |  |  |  |  |  |  |  |
| |                                                                                        |  |  |  |  |  |  |  |  |  |  |  |  |  |  |  |
| | 5. Dominga Pérez López de Lara                                                         |  |  |  |  |  |  |  |  |  |  |  |  |  |  |  |
| |                                                                                        |  |  |  |  |  |  |  |  |  |  |  |  |  |  |  |
| |                                                                                        |  |  |  |  |  |  |  |  |  |  |  |  |  |  |  |
| | 11. Dionisia López de Lara                                                             |  |  |  |  |  |  |  |  |  |  |  |  |  |  |  |
| |                                                                                        |  |  |  |  |  |  |  |  |  |  |  |  |  |  |  |
| |                                                                                        |  |  |  |  |  |  |  |  |  |  |  |  |  |  |  |
| | 1. Guillermo González Camarena                                                         |  |  |  |  |  |  |  |  |  |  |  |  |  |  |  |
| |                                                                                        |  |  |  |  |  |  |  |  |  |  |  |  |  |  |  |
| |                                                                                        |  |  |  |  |  |  |  |  |  |  |  |  |  |  |  |
| | 12. Lic. Jesús Camarena Gómez (1803-1884), gobernador interino de Jalisco              |  |  |  |  |  |  |  |  |  |  |  |  |  |  |  |
| |                                                                                        |  |  |  |  |  |  |  |  |  |  |  |  |  |  |  |
| |                                                                                        |  |  |  |  |  |  |  |  |  |  |  |  |  |  |  |
| | 6. Lic. Jesús Leandro Camarena Gómez (1832-1889), gobernador Constitucional de Jalisco |  |  |  |  |  |  |  |  |  |  |  |  |  |  |  |
| |                                                                                        |  |  |  |  |  |  |  |  |  |  |  |  |  |  |  |
| |                                                                                        |  |  |  |  |  |  |  |  |  |  |  |  |  |  |  |
| | 13. María Isabel Gómez Romero                                                          |  |  |  |  |  |  |  |  |  |  |  |  |  |  |  |
| |                                                                                        |  |  |  |  |  |  |  |  |  |  |  |  |  |  |  |
| |                                                                                        |  |  |  |  |  |  |  |  |  |  |  |  |  |  |  |
| | 3. Sara Camarena Navarro (1883-1952)                                                   |  |  |  |  |  |  |  |  |  |  |  |  |  |  |  |
| |                                                                                        |  |  |  |  |  |  |  |  |  |  |  |  |  |  |  |
| |                                                                                        |  |  |  |  |  |  |  |  |  |  |  |  |  |  |  |
| | 14. Ramón Ignacio Navarro                                                              |  |  |  |  |  |  |  |  |  |  |  |  |  |  |  |
| |                                                                                        |  |  |  |  |  |  |  |  |  |  |  |  |  |  |  |
| |                                                                                        |  |  |  |  |  |  |  |  |  |  |  |  |  |  |  |
| | 7. Concepción Navarro Ogazón (1842-1900)                                               |  |  |  |  |  |  |  |  |  |  |  |  |  |  |  |
| |                                                                                        |  |  |  |  |  |  |  |  |  |  |  |  |  |  |  |
| |                                                                                        |  |  |  |  |  |  |  |  |  |  |  |  |  |  |  |
| | 15. Ignacia Ogazón Velázquez                                                           |  |  |  |  |  |  |  |  |  |  |  |  |  |  |  |
| |                                                                                        |  |  |  |  |  |  |  |  |  |  |  |  |  |  |  |
| |                                                                                        |  |  |  |  |  |  |  |  |  |  |  |  |  |  |  |